# Montiano
Montiano là một đô thị ở tỉnh Forlì-Cesenatrong vùng Emilia-Romagna, có cự ly khoảng 90 km về phía đông nam của Bologna và khoảng 25 km về phía đông nam của Forlì. Tại thời điểm ngày 31 tháng 12 năm 2004, đô thị này có dân số 1.573 người và diện tích là 9,3 km².
Đô thị Montiano có các frazioni (đơn vị trực thuộc, chủ yếu là các làng) Badia and Montenovo.
Montiano giáp các đô thị: Cesena, Longiano, Roncofreddo.